# Leipanthura casuarina
Leipanthura casuarina är en kräftdjursart som beskrevs av Gary C.B. Poore 2009. Leipanthura casuarina ingår i släktet Leipanthura och familjen Anthuridae. Inga underarter finns listade i Catalogue of Life.